# Oni Telecom

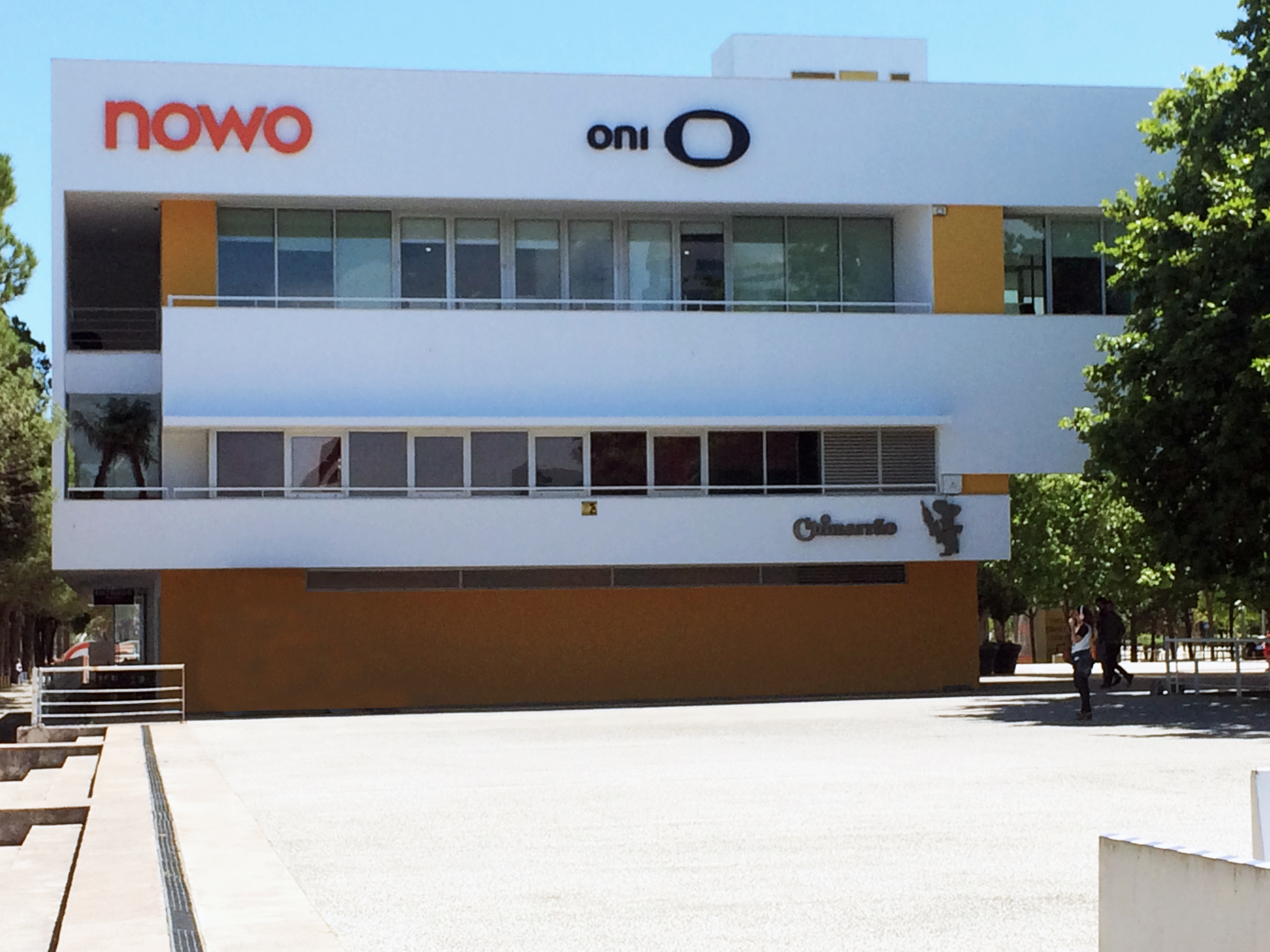
Oni Telecom

A ONI é uma empresa portuguesa que opera no sector de telecomunicações, exclusivamente no mercado business-to-business, tem como clientes empresas portuguesas, organismos públicos e operadores de telecomunicações internacionais.
Os principais serviços que oferece são: Comunicações (Redes privadas, Internet e voz fixa e móvel) e Soluções IT (Data Center, Cloud, Segurança Electrónica e Física). Os serviços transversais a todo o portfólio, vão desde o desenho das soluções de cliente adaptadas a cada realidade até à gestão continuada dos serviços implementados.
A Apax France e a Fortino Capital são os accionistas  da ONI, desde Setembro de 2015, os quais também detêm em Portugal a empresa de telecomunicações NOWO que endereça o mercado residencial.

## História
A ONI foi fundada em 1998 e deve a sua criação à liberalização das telecomunicações no mercado português. A estrutura acionista original era formada por 4 dos maiores grupos económicos nacionais – EDP, Millenium BCP, Brisa e Galp Energia. Nos seus primeiros anos de atividade operava não só no mercado business-to-business, mas também business-to-consumer (pessoas particulares).
A ONI está intimamente ligada ao surgimento das Redes de Nova Geração (RNG) em Portugal, que foram fortemente impulsionadas a partir de 2009. Estas redes revelaram-se fundamentais para servir as necessidades dos clientes Corporate, e a ONI tem vindo a explorar desde então uma RNG própria.
Em 2008, a ONI foi adquirida na sua totalidade pela empresa norte-americana The Riverside Company e pela Gestmin, abandonando o seu posicionamento generalista, para se focar exclusivamente nos segmentos empresarial e de operadores. Desde essa data a empresa opera sob a marca Oni Communications.

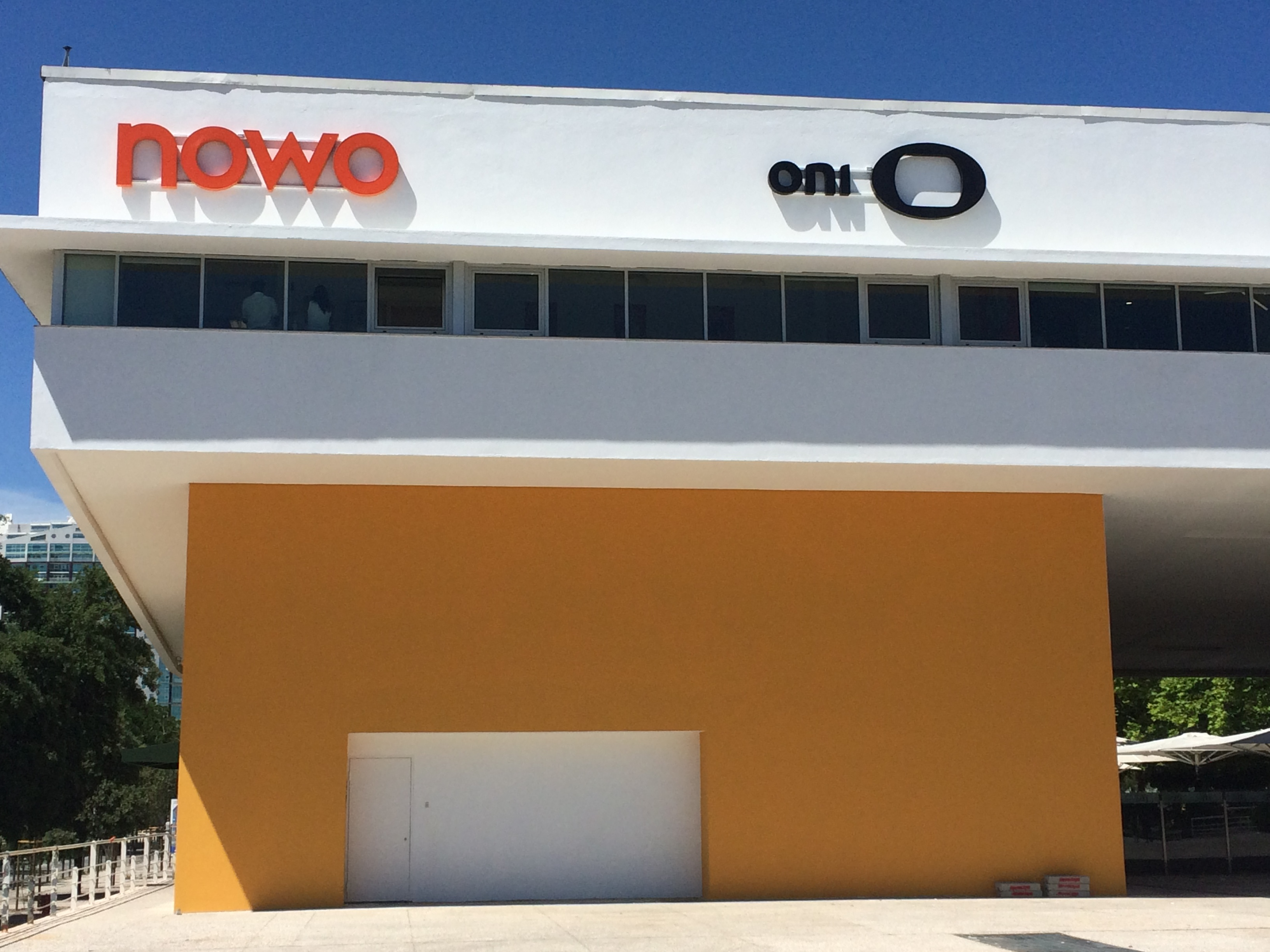
Oni Telecom

- 1998: 1ª empresa de telecomunicações na liberalização; 1ª rede SDH redundante em Portugal.
- 1999: 1ª rede Multi-Serviços ATM & IP em Portugal.
- 2000: 1º novo operador com acesso direto; 1ª rede Multi-Serviços (RMS) IP-MPLS em Portugal.
- 2001: Integração da rede da Brisatel e Comnexo.
- 2002: Conquista 40% da quota de mercado perdida pelo operador incumbente; 1ª Ligação Metro-Ethernet de cliente em Portugal.
- 2003: 1º operador com Gateway pública de VoIP.
- 2004: 1ª oferta de serviço de telefone, sem assinatura de linha telefónica; Lançamento da 1ª oferta bundled de Voz e Internet.
- 2005: 1ª oferta comercial de acesso sobre a rede elétrica: powerline.
- 2008: Torna-se num dos primeiros novos operadores europeus a atingir o break-even.
- 2009: 1º Operador a apresentar um programa de investimento no âmbito do acordo assinado com o Governo para o desenvolvimento das RNG (Redes de Nova Geração);Inaugura o Next Generation Operation Center.
- 2012: Lançamento da 1ª oferta Enterprise Cloud.
- 2014: Lançamento da oferta IP Centrex; Lançamento de ofertas em Pacote de serviços destinada ao mercado PME (PME MAX BUSINESS; PME MAX VOICE e PME MAX DUO).
- 2015: Lançamento de nova oferta destinada ao mercado PME (PME MAX NET).
- 2016: Lançamento da primeira oferta móvel da ONI – Enterprise Mobile; Lançamento da oferta de SMS broadcast (ONI SMS).